# بنجامين فيرغسون
بنجامين فيرغسون (بالإنجليزية: Benjamin Ferguson)‏ هو فلاح وسياسي أمريكي، ولد في 1820. حزبياً، نشط في الحزب الديمقراطي. وقد انتخب عضو مجلس ولاية ويسكونسن.